# Zesdaagse van Stuttgart
De Zesdaagse van Stuttgart is een jaarlijkse wielerwedstrijd die teruggaat tot het jaar 1928. 
De eerste Stuttgarter zesdaagse werd in dat jaar gewonnen door het Duitse/Nederlandse koppel Theo Frankenstein en Piet van Kempen. De eerste serie van zes werd gehouden in de jaren 1928 tot 1933 in de Stuttgarter Stadthalle, waarbij deze in 1929 en 1931 telkens tweemaal werd georganiseerd. Na 1933 duurde het tot 1984 aleer de volgende editie werd gehouden en vanaf dat jaar is deze zesdaagse elk jaar gehouden en beleefde in dit jaar (2008) zijn 31e editie. Het jaar 1950 is het enige jaar waarin deze zesdaagse tweemaal werd gehouden.
Tegenwoordig wordt de zesdaagse van Stuttgart gehouden onder de naam Hofbräu 6-Tage-Rennen in de Hanns-Martin Schleyer-Halle, een houten indoorbaan met een lengte van 285 m. Deze baan is de langste baan in het huidige zesdaagsencircuit.
De laatste jaren wordt de wedstrijd gehouden voor koppels bestaande uit drie renners.
De zesdaagse wordt georganiseerd door de oud-zesdaagsenrenner Roman Hermann en wordt jaarlijks bezocht door circa 50.000 sportliefhebbers.
Het record van meeste overwinningen in de zesdaagse van Stuttgart wordt gehouden door de Duitse renner Andreas Kappes met zes overwinningen. 

## Lijst van winnende koppels
| jaar   | koppel                                                               |
| ------ | -------------------------------------------------------------------- |
| 2008   | Robert Bartko (Dui) – Iljo Keisse (Bel) – Leif Lampater (Dui)        |
| 2007   | Bruno Risi (Zwi) – Franco Marvulli (Zwi) – Alexander Aeschbach (Zwi) |
| 2006   | Robert Bartko (Dui) – Guido Fulst (Dui) – Leif Lampater (Dui)        |
| 2005   | Bruno Risi (Zwi) – Kurt Betschart (Zwi) – Franco Marvulli (Zwi)      |
| 2004   | Andreas Beikirch (Dui) – Andreas Kappes (Dui) – Gerd Dörich (Dui)    |
| 2003   | Scott McGrory (Aus) – Matthew Gilmore (Bel)                          |
| 2002   | Bruno Risi (Zwi) – Kurt Betschart (Zwi)                              |
| 2001   | Silvio Martinello (Ita) – Marco Villa (Ita)                          |
| 2000   | Silvio Martinello (Ita) – Andreas Kappes (Dui)                       |
| 1999   | Adriano Baffi (Ita) – Andreas Kappes (Dui)                           |
| 1998   | Bruno Risi (Zwi) – Kurt Betschart (Zwi)                              |
| 1997   | Carsten Wolf (Dui) – Andreas Kappes (Dui)                            |
| 1996   | Jimmi Madsen (Den) – Jens Veggerby (Den)                             |
| 1995   | Etienne De Wilde (Bel) – Danny Clark (Aus)                           |
| 1994   | Etienne De Wilde (Bel) – Jens Veggerby (Den)                         |
| 1993   | Andreas Kappes (Dui) – Etienne De Wilde (Bel)                        |
| 1992   | Danny Clark (Aus) – Pierangelo Bincoletto (Ita)                      |
| 1991   | Andreas Kappes (Dui) – Etienne De Wilde (Bel)                        |
| 1990   | Etienne De Wilde (Bel) – Volker Diehl (Dui)                          |
| 1989   | Danny Clark (Aus) – Uwe Bolten (Dui)                                 |
| 1988   | Roman Hermann (Dui) – Dietrich Thurau (Dui)                          |
| 1987   | Roman Hermann (Dui) – Josef Kristen (Dui)                            |
| 1986   | Gert Frank (Den) – René Pijnen (Ned)                                 |
| 1985   | Josef Kristen (Dui)– Henry Rinklin (Dui)                             |
| 1984   | Gregor Braun (Dui)– Gert Frank (Den)                                 |
| 1933   | Jan Pijnenburg (Ned) – Emil Richli (Zwi)                             |
| 1931-2 | Victor Rausch (Dui) – Gottfried Hürtgen (Bel)                        |
| 1931-1 | Fritz Preuss (Dui) – Paul Resiger (Dui)                              |
| 1929-2 | Piet van Kempen (Ned) – Paul Buschenhagen (Dui)                      |
| 1929-1 | Emil Richli (Zwi)– Pietro Linari (Ita)                               |
| 1928   | Piet van Kempen (Ned) – Theo Frankenstein (Dui)                      |